# Francisco Coelho, o do Olho
Francisco Coelho, o do Olho (? - 1558), foi um jurista, juiz, professor, escritor e político português do século XVI.

## Biografia
O Dr. Francisco Coelho era filho de João Coelho, neto paterno duma Espanhola, e de sua mulher Catarina Lourenço de Andrade, 5.ª neta dum Galego e tetraneta doutro, e irmão de Maria Coelho Cardoso, casada em Viseu c. 1531 com Diogo de Barros, Cavaleiro da Ordem de Avis, com geração.
Doutor formado em Cânones pela Faculdade de Cânones da Universidade de Coimbra, foi do Desembargo do Paço, Desembargador dos Agravos da Casa da Suplicação e Lente de Prima da Faculdade de Cânones da Universidade de Coimbra a 2 de Maio de 1537, por nomeação de D. João III de Portugal quando passou a Universidade de Lisboa para Coimbra e Vice-Reitor da Universidade de Coimbra a 29 de Maio de 1538.
Promotor do Santo Ofício da Inquisição de Lisboa a 18 de Agosto de 1540, Cavaleiro, Comendador e Chanceler-Mor da Ordem de Santiago, etc.
É provavelmente um dos homónimos que foram Escudeiros da Casa Real.
A 12 de Novembro de 1544, com sua mulher Ana de Soveral, filha sacrílega de Fernão de Soveral e de Catarina Fernandes, talvez a homónima que foi Moça de Guarda-Roupa da Casa Real, com geração feminina, teve do Cabido de Viseu o Prazo dumas casas na Rua Direita.
Referido como Doutor Francisco Coelho, Desembargador d' El-Rei, recebeu do Cabido de Viseu, a 7 de Julho de 1551, o Prazo de casas, chão e olival na Rua de Cimo de Vila.
Escreveu: Anotações às ordenações do reino contrárias à jurisdição e liberdade eclesiástica.
Fidalgo do Conselho de D. João III de Portugal.
Chanceler-Mor do Reino de Portugal de D. Sebastião I de Portugal, cargo que mal chegou a exercer por ter falecido em 1558, ano da sua nomeação pela Regente D. Catarina de Áustria.